# Steinhagen
Steinhagen est une commune de Rhénanie-du-Nord-Westphalie (Allemagne), située dans l'arrondissement de Gütersloh, dans le district de Detmold, dans le Landschaftsverband de Westphalie-Lippe.

## Évolution démographique
| Année      | 1818 | 1837 | 1852 | 1900 | 1933 | 1946 | 1961 | 1975  | 1985  | 1995  | 2007  |
| ---------- | ---- | ---- | ---- | ---- | ---- | ---- | ---- | ----- | ----- | ----- | ----- |
| Population | 1589 | 1818 | 1860 | 2110 | 3508 | 693  | 7677 | 15771 | 16056 | 18591 | 19938 |

## Culture et monuments

### Monuments

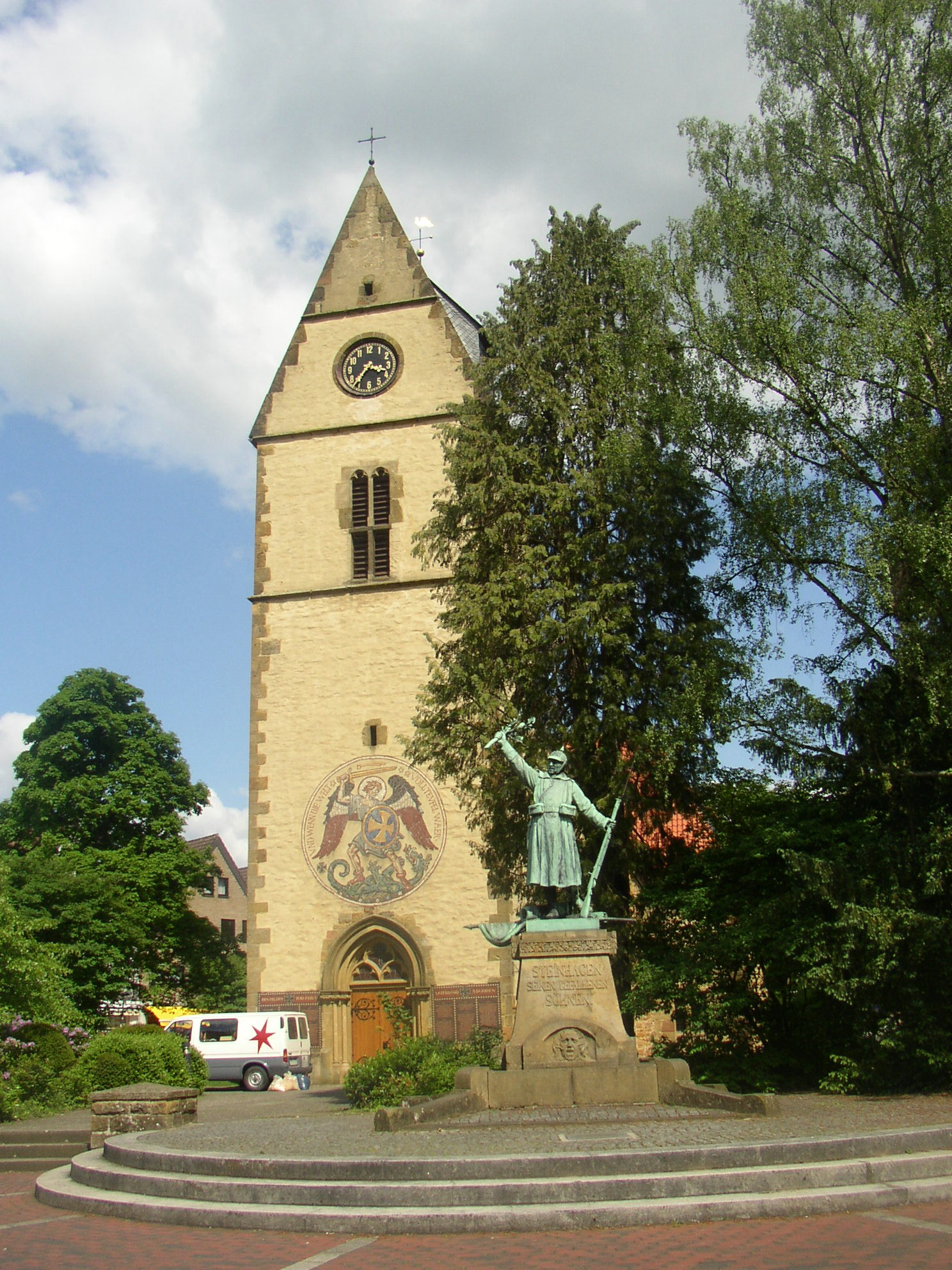
Église Steinhagen

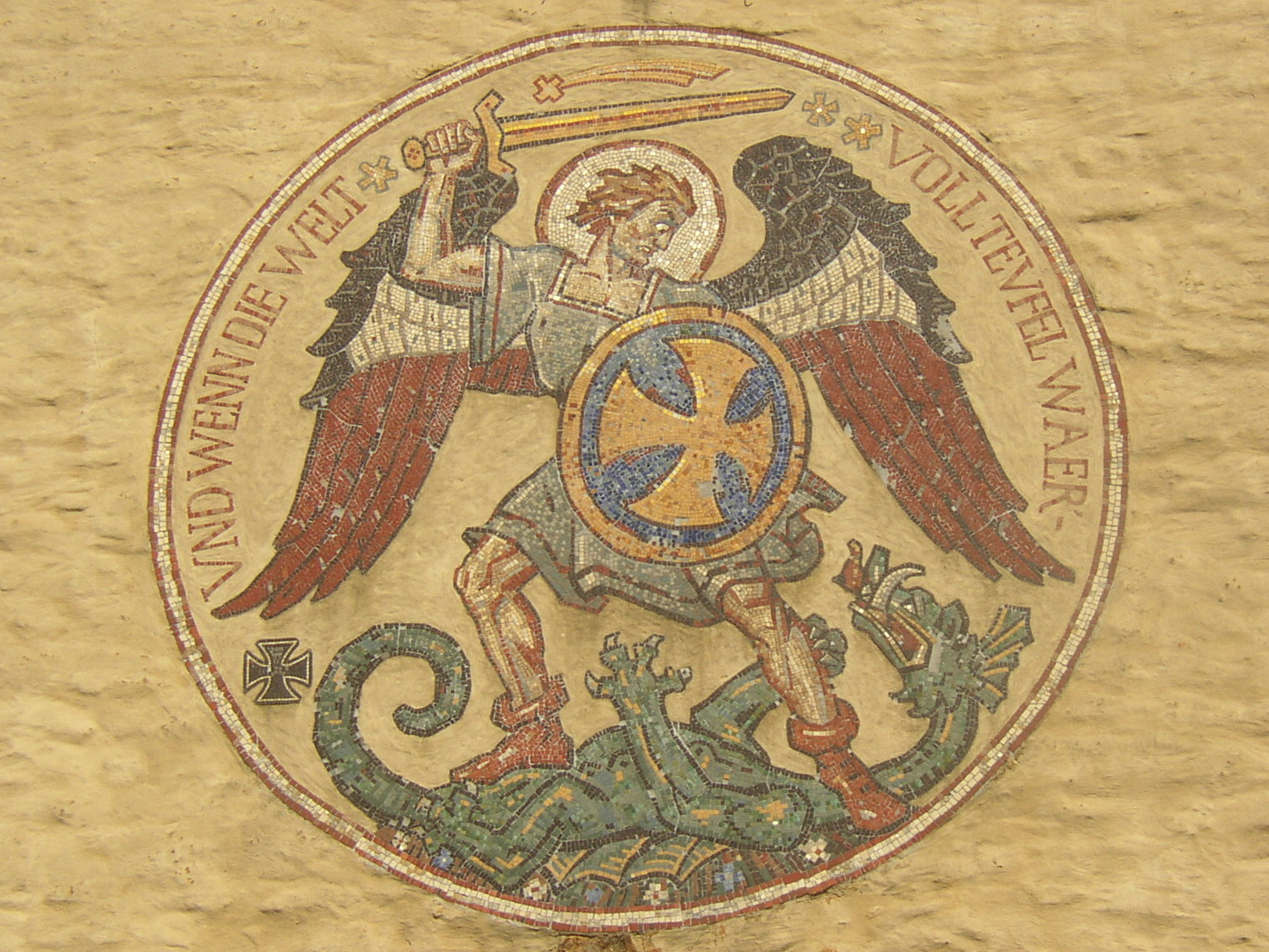
Mosaïque au-dessus de l'entrée.

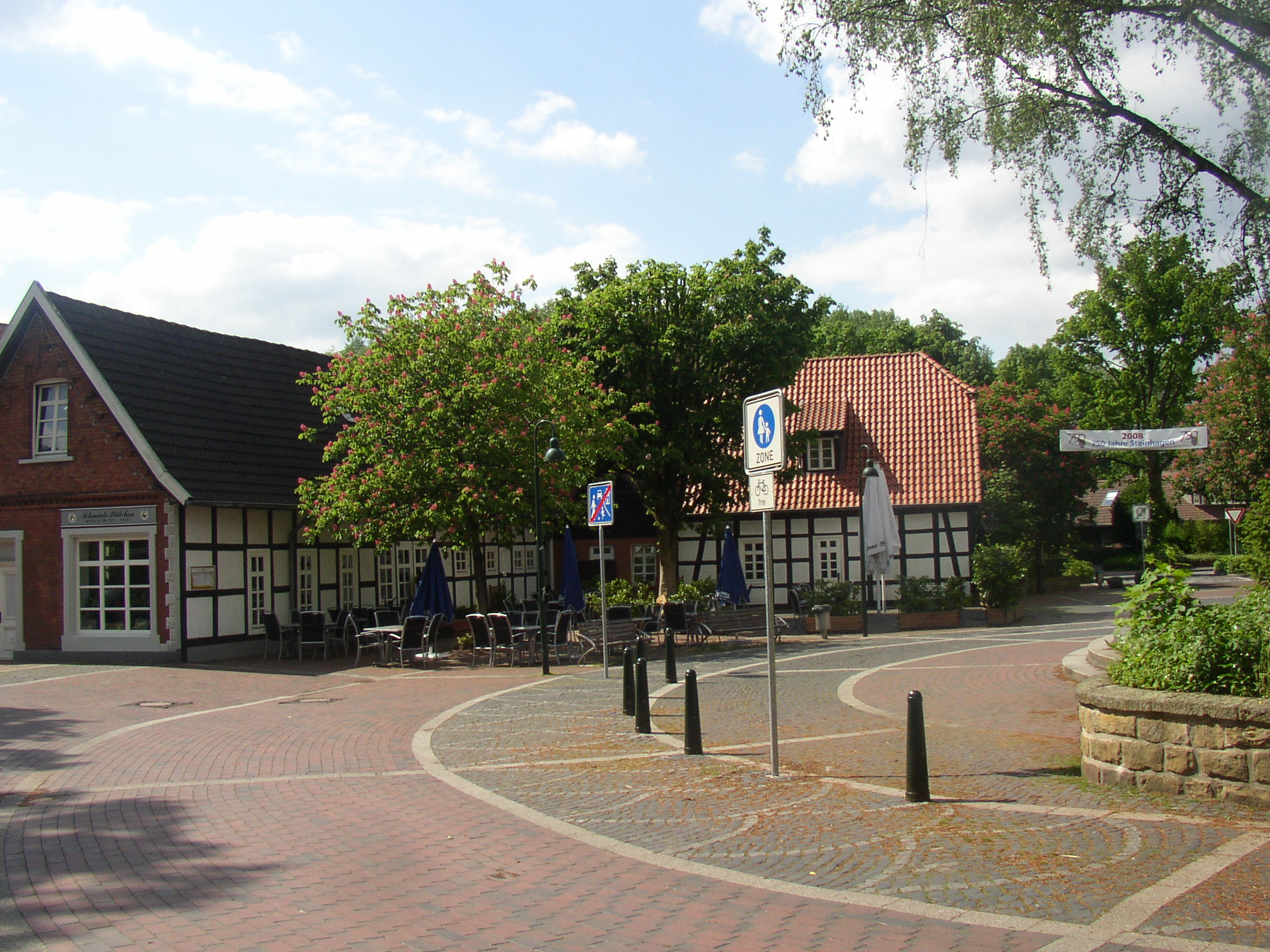
Partie de l'ancienne place de l'église

L'église est, depuis 1334 l'église paroissiale de Steinhagen eine Pfarrei. La halle à deux nefs du XIVe siècle a été agrandie d'un transept en 1901 par l'architecte Karl Siebold (de). À l'intérieur sont installés un retable remarquable, créé vers 1450-1460 dans l'entourage de Johann Koerbecke, une chaire du gothique tardif, un font baptismal de 1693, et la mosaïque au-dessus de l’entrée représentant le combat entre l'archange Michael et le dragon. L'inscription se lit Und wenn die Welt voll Teufel wär (« Et si le monde était plein de diables »). Elle rappelle la position cléricale contre les tendances démocratiques qui se développaient alors. L'église a été restaurée et réorganisée en 1902.

### Spécialité culinaire
Steinhagen est connu par son alcool de genièvre, liqueur réputée à base de genévrier, le Steinhäger (de).

## Jumelage
- Fivizzano (Italie) depuis 1988
- Woerden (Pays-Bas) depuis 1972

## Personnalités
- Reinhard Breder (1911-2002), conseiller du gouvernement allemand et militaire de le seconde guerre mondiale, est né à Steinhagen.